# 月感
月感（げっかん、1601年1月24日（慶長5年12月20日）- 1674年10月4日（延宝2年9月5日））は、江戸時代前期の浄土真宗の僧。字は円海。肥後国の出身。肥後延寿寺（本願寺派のち、真宗大谷派に転向）の住職。西吟との法論は承応の鬩牆として知られる。

## 承応の鬩牆
1652年（承応元年）、西本願寺能化・西吟の講義に異議を唱えて論争となり、本願寺と興正寺とが対立するまでに発展した（承応の鬩牆）。この対立は江戸幕府の裁決を受けることとなり、その結果月感は出雲国玉造へ配流された。その後月感は本願寺派から大谷派へ転向している。

## 著作
- 『安心決定鈔糅記』（あんじんけつじょうしょうにゅうき）